# Tunka
Tunka (ros. Тунка) – wieś (ros. село, trb. sieło) w rejonie tuńkijskim Buriacji w Rosji, położona w Dolinie Tunkińskiej. Miejscowość była kiedyś stolicą rejonu tunkińskiego.
W XIX wieku służyła jako miejsce zesłań więźniów politycznych, m.in. grupy 145 księży aresztowanych w powstaniu styczniowym. W roku 1909 proboszcz irkucki Jozafat Żyskar zanotował, że wśród nich znajdowało się świeckich księży: z archidiecezji warszawskiej 9,
z diecezji kujawskiej 4,
z płockiej 13,
z lubelskiej 5,
z podlaskiej 7,
z augustowskiej (sejneńskiej) 7,
z sandomierskiej 10, 
z wileńskiej 10, 
z żmudzkiej 10,
z łucko-żytomierskiej 5, 
z podolskiej 1,
z archidiecezji mohylowskiej 5,
z diecezji mińskiej 7.
Oprócz tego było 36 zakonników:
franciszkanów 7,
reformatów 10,
kapucynów 3,
misjonarzy 2,
kanoników laterańskich 2,
pijarów 2,
filipinów 1,
karmelitów 2,
dominikanów 7,
kleryków i braciszków różnych zakonów 12. Na utrzymanie każdego z nich rząd wyznaczał 6 rb. miesięcznie, włączając w to wydatki na wynajęcie mieszkania, opał, światło, wyżywienie, ale i ten skąpy zasiłek otrzymywali ci, którzy sukursu pieniężnego skądinąd nie mieli. Każdy kapłan, któremu przysłano z kraju pieniądze, tracił prawo do urzędowej pensji, której wypłata była bardzo nieregularna. 

Korespondować z ojczyzną można było tylko raz na 3 miesiące. Listy podlegały surowej cenzurze i jeśli w którymkolwiek z nich była wzmianka, że załączone pieniądze to tzw. obligacje mszalne, zwracano je na powrót wysyłającym z objaśnieniem, że adresat, jako pozbawiony prawa kapłaństwa, mszy odprawiać nie może. Pomimo jednak tego zakazu, kapłani w Tunce wszyscy pokryjomu przy zamkniętych okiennicach msze odprawiali; udawało im się to tylko dzięki prawości ich dozorcy sztabskapitana Płatnikowa, który nieraz stawał w obronie wygnańców z narażeniem własnej kariery.

W obliczu trudnych warunków ekonomicznych księża zorganizowali spółkę, która zorganizowała zaopatrzenie oraz zajmowała się uprawą roli. Z czasem gospodarka doszła do tego, że zasiewano około 1000 pudów zboża. Zarządcą był ks. Malewicz. Ich wspólny księgozbiór obejmował około 1000 tomów. Ks. Walkowski przetłumaczył tam dzieło Ventury La raison philosophique et la raison catholique. Owe dzieje opisał ksiądz Żyskar pod pseudonimem Ahasfer w książce Tunka. Opowiadanie o wsi Tunka, gdzie było na wygnaniu przeszło 150-ciu księży, oparte na wspomnieniach naocznych swiadków i odnośnych dokumentach, Poznań, 1914.
Więźniami osadzonymi w Tunce byli m.in. Bronisław Szwarce, ks. Józef Stecki oraz Józef Piłsudski.
Kiedyś w miejscowości znajdowało się 12 cerkwi i 3 dacany. Zachowała się tylko jedna cerkiew z 1912.